# Набережночелнинский дельфинарий

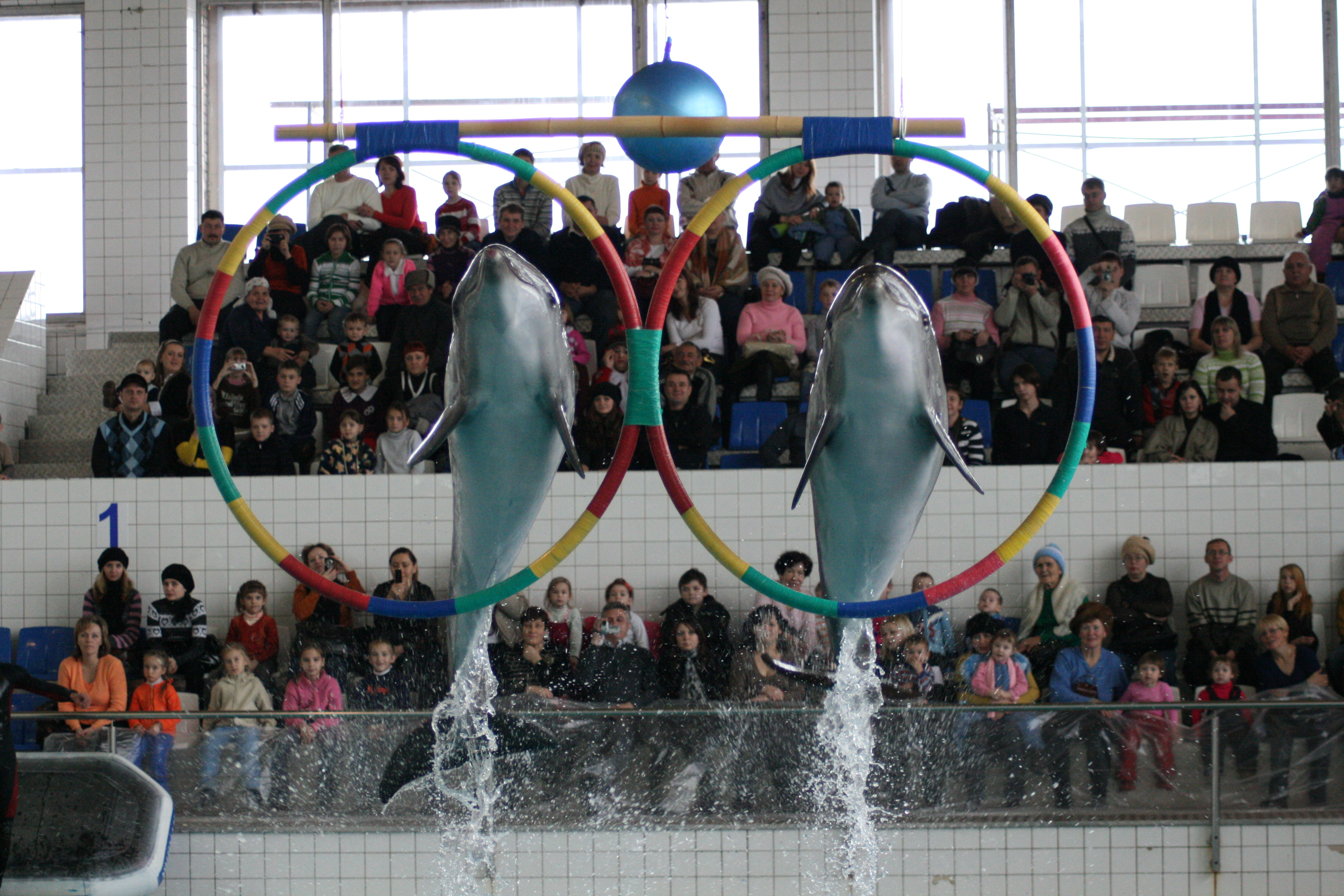
Набережночелнинский дельфинарий

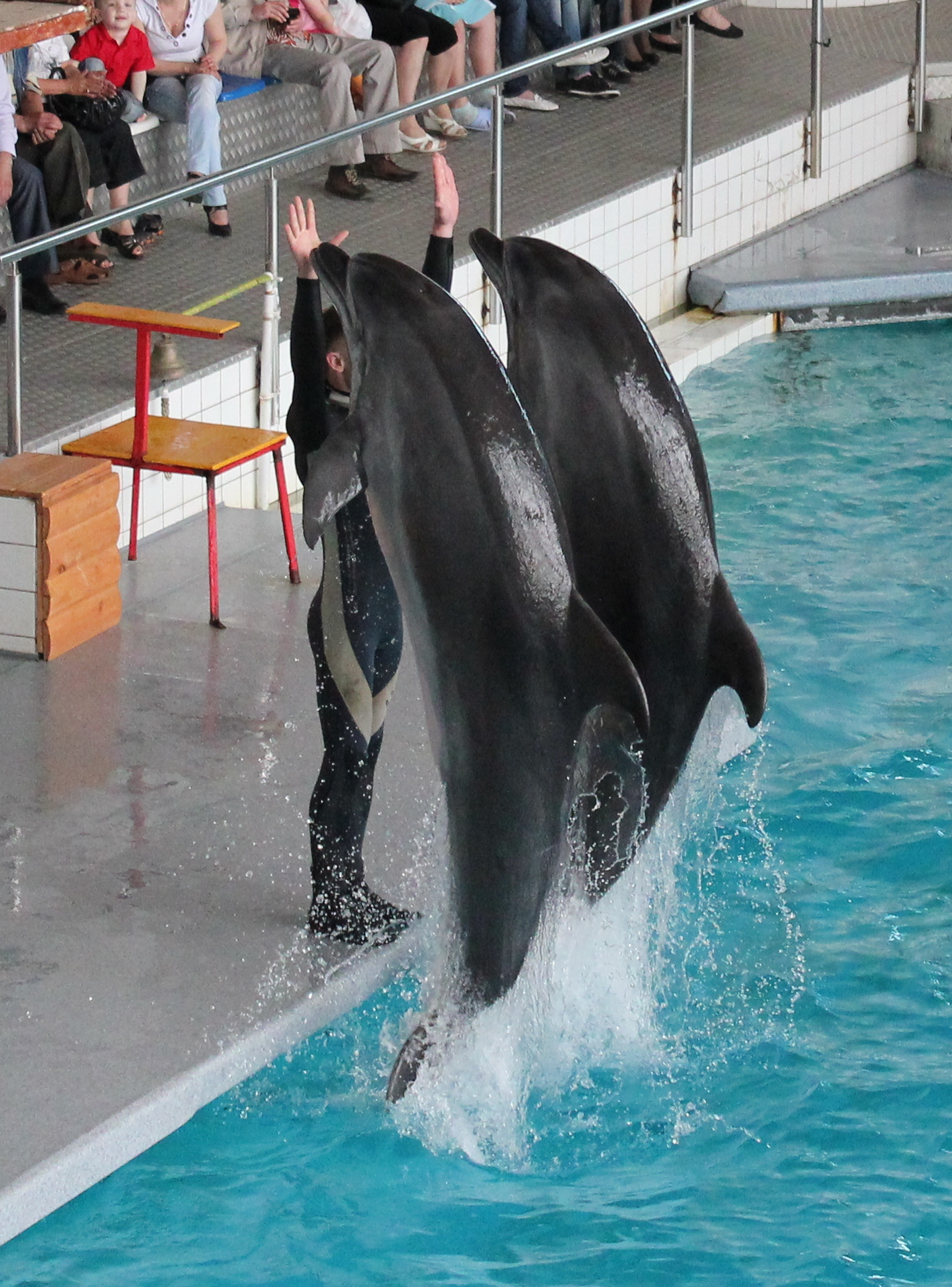
Дельфины и тренер

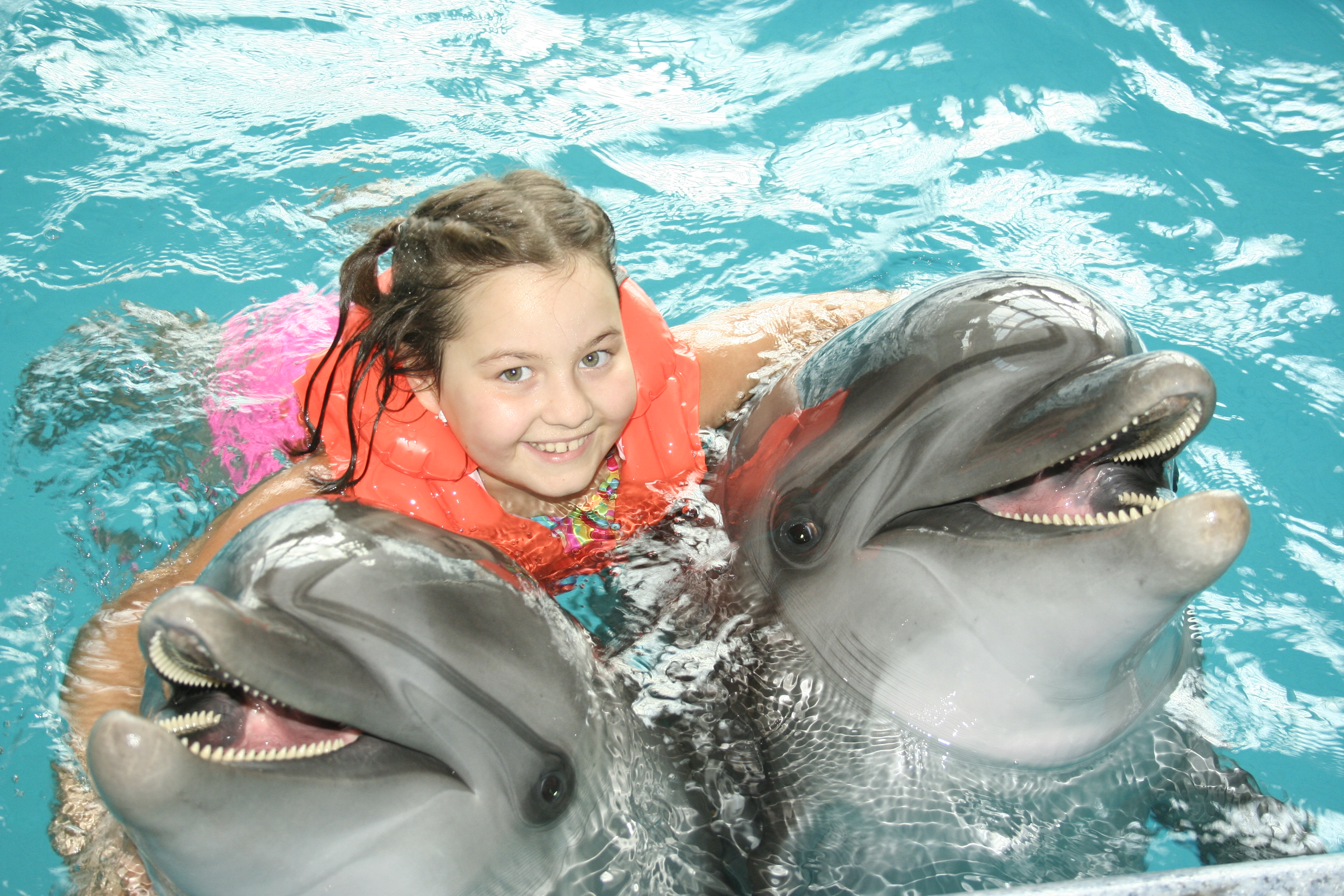
День рождения в дельфинарии

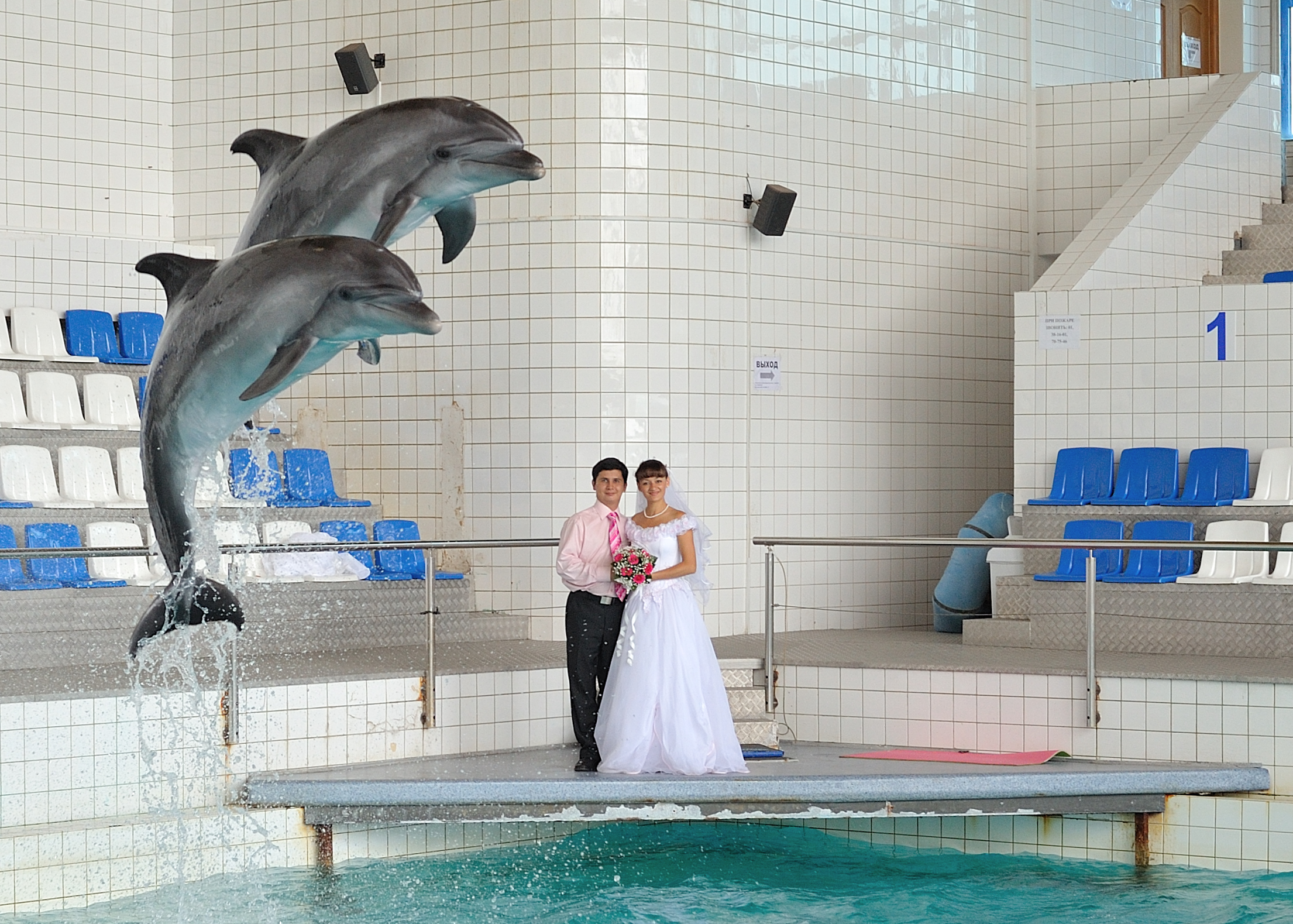
Свадьба в дельфинарии

Набережночелнинский дельфинарий в городе Набережные Челны (Татарстан) является филиалом Анапского дельфинария и единственным стационарным дельфинарием в Поволжье.

## Основные сведения
Дельфинарий открыт в 2006 году на базе прыжковой ванны бассейна «Дельфин». Сейчас бассейн заполнен морской водой, глубина бассейна — 6 м. Имеются зрительские места на 350 человек.

## Деятельность
В дельфинарии проходят театрализованные представления с участием дельфинов и морских котиков, экскурсии и образовательные занятия для школьников (дети имеют возможность пообщаться с дельфинами и морскими котиками), а также ряд иных мероприятий.
Дельфинарий принимает участие в благотворительных акциях для детей-инвалидов и ветеранов, активно сотрудничает с туристическими агентствами, музеем-заповедником города Елабуга, историческими местами и аквапарком Казани.

## Животные дельфинария
В первых представлениях принимали участие 4 дельфина-афалина и морской котик. Все животные были привезены из Анапского дельфинария. Сейчас в дельфинарии живут и выступают семь дельфинов — Инга, Зоя, Рэм, Ирбис, малыши Норд, Нюша и Искра, а также морские котики Элио и Элина, Ванесса, а также малыш Веснушка.
С животными работают четыре тренера. Они проводят ежедневные тренировки, кормят их и ухаживают за ними. Всех морских обитателей дельфинария регулярно осматривает врач, для них проводятся профилактические и лечебные процедуры по мере необходимости.

### Рождение животных в дельфинарии
10 июня 2010 года прямо во время представления у дельфина Инги начались роды. На свет появился первый дельфинёнок, родившийся в Татарстане.
В результате конкурса на лучшее имя, объявленного среди посетителей и друзей дельфинария, новую обитательницу назвали Инди — сокращение от Индиго, одаренный ребёнок.
19 июня 2012 г. в 23.30 часов у дельфина Сони родился дельфинёнок-девочка, которой было дано имя Синди.
17 октября 2013 г. у дельфина Инги родился ещё один малыш. Первый мальчик, родившийся в Челнах, получил имя Ирбис.
10 июня 2020 г. у дельфина Инги родилась девочка. В результате конкурса на лучшее имя, объявленного среди посетителей и друзей дельфинария, новую обитательницу назвали Искра.
2 июля 2021 г. у морского котика Ванессы родилась девочка. Результате конкурса на лучшее имя, объявленного среди посетителей и друзей дельфинария, новую обитательницу назвали Веснушка.